# NGC 7655
NGC 7655 is een lensvormig sterrenstelsel in het sterrenbeeld Indiaan. Het hemelobject werd op 24 juli 1835 ontdekt door de Britse astronoom John Herschel.

## Synoniemen
- ESO 77-18
- AM 2325-680
- PGC 71452